# Chiclete com Banana (revista)
Chiclete com Banana foi uma revista de quadrinhos underground bimestral publicada pela Circo Editorial, pela primeira vez em outubro de 1985. A revista, nascida no âmbito do fim da ditadura militar brasileira e da reabertura política, reuniu uma nova geração de quadrinistas brasileiros, como Glauco, Angeli, Laerte e Luiz Gê. Seu editor era Toninho Mendes.
Chiclete com Banana teve 24 edições regulares, a última publicada em novembro de 1990, e sete edições especiais, como "Rê Bordosa - A Morte da Porraloca". A revista chegou a tiragem de cem mil exemplares. Uma antologia da revista foi publicada em 2007.

## Underground
"Underground" era o termo - por falta de equivalentes em português - usado para definir o estilo das HQ reunidas pela revista.
Lançando no mercado brasileiro jovens cartunistas, também trazia quadrinhos de autores estrangeiros, como Robert Crumb, autor de "O Gato Fritz" (Fritz the Cat), até então desconhecidos no país.
Personagens como Os Skrotinhos, Rê Bordosa, Geraldão e Piratas do Tietê, tornaram-se conhecidos do público e os cartunistas ganharam espaço na mídia.
Lembrando a revista Mad, foi uma renovação nos quadrinhos brasileiros, até então com poucas edições voltadas para o público adulto.